# Josef Dreher
Josef Dreher (* 20. Juni 1896 in Dornbirn; † 24. September 1963 ebenda) war ein österreichischer Nationalsozialist. Dreher war von 1940 bis 1945 Bürgermeister der Stadt Dornbirn.

## Leben und Wirken
Josef Dreher wurde am 20. Juni 1896 als Sohn des Appreteurs Albert Dreher und dessen Frau Maria Anna (geb. Diem) in der Vorarlberger Stadt Dornbirn im Rheintal geboren. Er trat zum 14. März 1933 der NSDAP bei (Mitgliedsnummer 1.456.660). Bereits vor dem Anschluss Österreichs an das Deutsche Reich im Jahr 1938 war Dreher Leiter der zu diesem Zeitpunkt illegalen Schutzstaffel (SS) in Vorarlberg und Leiter des sogenannten „Dornbirner Kreises“. Er war somit einer der prominentesten illegalen Nationalsozialisten im ständestaatlichen Vorarlberg. Zwischen 1933 und 1938 hatte Dreher aufgrund dessen mehrfach von österreichischen Strafgerichten verurteilt insgesamt eineinhalb Jahre im Gefängnis verbracht. Der gelernte Elektromonteur führte in dieser Zeit als Gastwirt auch das Gasthaus „Weißes Kreuz“ in der Dornbirner Innenstadt, das als bekannter Treffpunkt der bürgerlich-nationalen Kreise in Dornbirn galt. Dreher heiratete am 1. Oktober 1923 in Dalaas die ein Jahr ältere Julie Ölz aus Dornbirn.
Mit dem Anschluss im März 1938 übernahmen die Nationalsozialisten zunächst kommissarisch die Stadtverwaltung. Dreher wurde dabei unter Bürgermeister Paul Waibel zum ersten Beigeordneten (beratender Stadtrat) und Vizebürgermeister Dornbirns bestellt. Als Waibel im Jänner 1940 im persönlichen Konflikt mit Gauleiter Franz Hofer aus dem Amt als Dornbirner Bürgermeister ausscheiden musste, rückte Dreher auf das Amt nach und übernahm die Amtsgeschäfte. Sein Nachfolger als erster Beigeordneter und Vizebürgermeister wurde der Sicherheitsdirektor und vormalige Landesrat Alfons Mäser, einer der bekanntesten Nationalsozialisten des Landes.
Josef Dreher blieb Dornbirner Bürgermeister bis zum Kriegsende und dem Ende der nationalsozialistischen Herrschaft in Österreich. Zwar rief er noch am 2. Mai 1945 offiziell die Stadtbevölkerung dazu auf, „ihre Pflicht“ zum Wohle „unserer Heimatstadt“ zu erfüllen, ließ aber gleichzeitig in den frühen Morgenstunden desselben Tages den bekannten Regimegegner Eduard Ulmer und Johann Martin Luger zu sich kommen und beauftragte diese, die für diesen Tag erwartete Übergabe der Stadt an die vorrückenden französischen Besatzungstruppen vorzunehmen. Er selbst zog sich ins Dornbirner Berggebiet nach Spätenbach zurück und erwartete dort das Kriegsende. Mit der Konstituierung des von der französischen Besatzungsbehörde eingesetzten neuen Gemeinderats und der Amtsübernahme von Günther Anton Moosbrugger als Bürgermeister-Nachfolger verlor Josef Dreher am 18. Mai 1945 auch offiziell das Bürgermeisteramt. In der wiedererstandenen Republik Österreich wurde Josef Dreher in der Folge vom Volksgericht wegen der Leitung des illegalen „Dornbirner Kreises“, der zeitweiligen Leitung der illegalen SS in Vorarlberg sowie der Landeszentralen für den Vertrieb von Propagandaschriften angeklagt.